# Bundesstrasse 236
Bundesstrasse 236 är en förbundsväg i Tyskland. Vägen går ifrån Olfen till Münchhausen och passerar bland annat Dortmund på vägen. Vägen som är 210 kilometer lång går igenom förbundsländerna Nordrhein-Westfalen och Hessen.